# Magyar Értékmentők Közössége
Magyar Értékmentők Közössége Civil Társaság
A társaság céljai: magyar kötődésű kulturális, művészeti, gyógyító-művészeti értékek, nemzeti-népi hagyományok, örökségek, tevékenységek felkutatása, őrzése, a legkülönbözőbb  művészeti ágak kiemelkedő eredményt elért hazai és határon túli képviselőinek, művészeti csoportoknak, alkotóközösségeknek a támogatása.
Alapítók: Pucsek József és Szakács Melinda.

## Főbb események
- 2012. Dráma- és játékcsoport amatőr színtársulattá szervezése Gubacs Társulat néven.
- 2013 Népmesemotívumok feldolgozása, színpadi adaptációk.[2][3][4]
- 2013 Sánta Zsolt-dalest szervezése.[5]
- 2014 Fellegi Ádám által vezetett Zeneterápiás Napok szervezése.[6]
- 2015 Sipos Ágnes keramikus "Tüzes játék" kiállítása a Művészetek Házában.[7]
- 2015 Zalatnay Sarolta életműkiállítása.[8]
- 2016 Döntés Magyar Érték Díj alapításáról.
- 2017 Döntés Bormanufaktúra alapításáról a balatonkeresztúri Műemlék Pincesoron. http://www.csaladibalaton.hu/helyi-ertekek/muemlek-pincesor-111.html

2016 december 13.: Gyógyító művészet kategóriában Magyar Érték Díjat vehetett át Fellegi Ádám zongoraművész, Dr. Simon Lajos pszichiáter és Zalatnay Sarolta előadóművész. https://www.youtube.com/watch?v=SSrUkzgDtcE